# ورزشگاه گریمونپرز جوریس
ورزشگاه گریمونپرز جوریس (انگلیسی: Stade Grimonprez-Jooris) یک ورزشگاه چندمنظوره در لیل، فرانسه بود. این ورزشگاه در سال ۱۹۷۴ افتتاح شده‌بود و ظرفیت آن ۲۱٬۱۲۸ نفر بود. بازی‌های خانگی باشگاه فوتبال لیل از سال ۱۹۷۵ تا ۲۰۰۴ در این ورزشگاه برگزار می‌شد و در سال ۲۰۰۴ بسته‌شد.